# Европска економска заједница
Европска економска заједница (ЕЕЗ; енгл. European Economic Community (EEC)) била је регионална организација која је за циљ имала економску интеграцију међу својим државама чланицама. Створена је 1957. године Римским уговором. Након формирања Европске уније 1993. године, ЕЕЗ је постала њен дио и преименована у Европску заједницу (ЕЗ; енгл. European Community (EC)). Институције Европске заједнице су 2009. године апсорбоване у шири оквир ЕУ, чиме је Заједница престала да постоји.
Почетни циљ Заједнице је била економска интеграција, укључујући јединствено тржиште и царинску унију, међу својих шест оснивача: Белгија, Француска, Италија, Луксембург, Холандија и Западна Њемачка.

## Историја

### Позадина
У априлу 1951. потписан је Париски уговор којим је створена Европска заједница за угаљ и челик (ECSC). Ово је била међународна заједница заснована на наднационализним основа и међународном праву, осмишљена да помогне економији Европе и спречи будући рат интеграцијом својих земаља чланица.
У циљу стварања федералне Европе предложене су још две заједнице: Европска одбрамбена заједница и Европска политичка заједница. Док је споразум за потоње састављала Заједничка скупштина, ECSC парламентарно веће, Француски парламент је одбацио предложену одбрамбену заједницу. Председник ECSC Жан Моне, водећа личност која стоји иза заједница, поднео је оставку на функцију Високог ауторитета у знак протеста и почео да ради на алтернативним заједницама, заснованим на економској интеграцији, а не на политичкој интеграцији. После Месанске конференције 1955. године, Пол Анри Спак је добио задатак да припреми извештај о идеји царинске уније. Такозвани Спаков извештај Спаковог комитета чинио је камен темељац међувладиних преговора у конференцијском центру Вал Дачес 1956. године. Заједно са Охлиновим извештајем, Спаков извештај је обезбедио основу за Римски уговор.

### Стварање и ране године
Настале заједнице биле су Европска економска заједница (EEC) и Европска заједница за атомску енергију (EURATOM или понекад EAEC). Оне су биле знатно мање наднационалне од претходних заједница, због протеста неких земаља да им се нарушава суверенитет (међутим, и даље је било забринутости због опхођења Халштајнске комисије). Немачка је постала оснивачки члан EEC, а Конрад Аденауер је за врло кратко време постао лидер. Први формални састанак Халштајнске комисије одржан је 16. јануара 1958. у Шато Вал-Дачесу. EEC (директни предак модерне заједнице) требало је да створи царинску унију, док би Euratom промовисао сарадњу у сфери нуклеарне енергије. EEC је брзо постала најважнија од њих и проширила своје активности. Једно од првих важних достигнућа EEC било је успостављање (1962) заједничких нивоа цена за пољопривредне производе. Године 1968, уклоњене су унутрашње тарифе (тарифе на трговину између земаља чланица) на одређене производе.
Још једна криза изазвана је предлозима за финансирање Заједничке пољопривредне политике, која је ступила на снагу 1962. године. Завршен је прелазни период у коме су се одлуке доносиле једногласно, а на снагу је ступило већинско гласање у савету. Противљење наднационализму тадашњег француског председника Шарла де Гола и страх од других чланица које изазивају CAP довеле су до „политике празне столице“ по којој су француски представници повучени из европских институција све док француски вето није поново уведен. На крају је постигнута нагодба са Луксембуршким компромисом 29. јануара 1966. којим је џентлменски споразум дозвољавао чланицама да користе вето на областима од националног интереса.

### Проширење и избори
Шездесетих година 20. века дошло је до првих покушаја проширења. Године 1961, Данска, Ирска, Уједињено Краљевство и Норвешка (1962. године) су поднеле захтев за придруживање у три заједнице. Међутим, председник Шарл де Гол је видео британско чланство као тројанског коња за утицај САД и ставио је вето на чланство, а пријаве све четири земље су суспендоване. Грчка је постала прва земља која се придружила EC 1961. као придружени члан, међутим њено чланство је суспендовано 1967. након што је државним ударом успостављена војна диктатура под називом Режим пуковника.
Годину дана касније, у фебруару 1962, Шпанија је покушала да се придружи Европским заједницама. Међутим, пошто франкистичка Шпанија није била демократска држава, сви чланови су одбили захтев 1964. године.
Четири земље су поново поднеле своје пријаве 11. маја 1967. и пошто је Жорж Помпиду наследио Шарла де Гола на месту француског председника 1969. године, вето је укинут. Преговори су почели 1970. под проевропском владом Уједињеног Краљевства Едварда Хита, који је морао да се носи са несугласицама у вези са заједничком пољопривредном политиком и односом Уједињеног Краљевства са Комонвелтом нација. Ипак, две године касније, споразуми о приступању су потписани тако да су Данска, Ирска и УК приступиле заједници од 1. јануара 1973. године. Норвешки народ је одбио чланство на референдуму 25. септембра 1972. године.
Римски уговори наводили су да се Европски парламент мора бирати директно, али је то захтевало да се Савет прво договори о заједничком систему гласања. Савет је одуговлачио са овим питањем и Парламент је остао именован. Француски председник Шарл де Гол је био посебно активан у блокирању развоја парламента, при чему су му буџетска овлашћења додељена тек након његове оставке.
Парламент је вршио притисак за постизање сагласности и 20. септембра 1976. Савет је усагласио део неопходних инструмената за изборе, одлажући детаље о изборним системима који су остали различити до данас. Током мандата председника Џенкинса, у јуну 1979. године, одржани су избори за све тадашње чланове (видети изборе за Европски парламент 1979. године). Нови парламент, подстакнут непосредним изборима и новим овлашћењима, почео је да ради са пуним радним временом и постао је активнији од претходних скупштина.
Убрзо након свог избора, парламент је предложио да заједница усвоји дизајн заставе Европе који користи Савет Европе. Европски савет је 1984. године именовао ад хок комитет за ову сврху. Европски савет је 1985. године у великој мери следио препоруке комитета, али како је усвајање заставе снажно подсећало на националну заставу која представља државност, било контроверзно, дизајн „заставе Европе” је усвојен само са статусом „логотипа” или „амблема”.
Европски савет, или Европски самит, развијао се од 1960-их као неформални састанак Савета на нивоу шефова држава. То је потекло је од негодовања тадашњег француског председника Шарла де Гола због доминације наднационалних институција (нпр. комисије) над процесом интеграције. Први пут се помиње у уговорима у Јединственом европском акту.